# برند کلاوس
برند کلاوس (انگلیسی: Bernd Krauß؛ زادهٔ ۱۵ ژوئن ۱۹۵۳) قایقران روئینگ اهل آلمان شرقی بود.
وی در مسابقات کشوری و بین‌المللی در مجموع برندهٔ ۲ مدال طلا، ۱ مدال برنز شده‌است.